# CA Colón
Der Club Atlético Colón ist ein argentinischer Fußballverein aus Santa Fe. Der 1905 gegründete Klub spielt zurzeit in der Primera Nacional B.

## Geschichte

### Vereinsfarben
Ursprünglich sollte die Anordnung der Streifen auf den Trikots genau andersherum sein, doch die Firma, die sie herstellen sollte vertauschte die Farbkombination und die Clubgründer beließen es anschließend dabei. Wenig später übernahm ein anderer Club der Stadt ebenfalls jene Farben und so trugen beide Teams ein Spiel gegeneinander aus, hauptsächlich ging es hierbei um die Vereinsfarben. Am Ende gewann Colón und durfte die Vereinsfarben behalten.

### Fußball
CA Colón wurde am 5. Mai 1905 gegründet. Seit seiner Gründung vor mehr als hundert Jahren wurde der Verein immer als Club der Oberschicht gehandelt. Vor über 100 Jahren schloss sich eine Gruppe Schüler zusammen, um Fußball zu spielen. Da einer von ihnen die Entdeckung Amerikas studierte, erhielt der Verein den Namen "Colón". Im Jahr 1913 wurde Colón ungeschlagen Meister in der Liga von Santa Fe. Die Titel konnte der Club 14, 16, 18, 22, 23, 24, 25, 29, 30, 37, 43, 45, 46 und 47 wiederholen. Zunächst hieß der Verein Colón Football Club, ab 1920 Club Atlético Colón. Dieser Name blieb seitdem bestehen. Der Club konnte mit der Zeit mehr und mehr Sympathien in der Region, aber auch im ganzen Land gewinnen. Das heutige Stadion wurde 1946 gg. die Boca Juniors eingeweiht. Im Jahre 1948 schloss sich der Verein dem argentinischen Fußballverband AFA an. Der Verein wurde in die Segunda División eingegliedert und bestritt in diesem Jahr das erste offizielle Stadtderby gegen Unión de Santa Fe. In der Primera B gelang 1949, 1950 und 1951 dreimal in Folge die Vizemeisterschaft. Danach stieg man jedoch ab und nicht auf. Im Jahre 1964 stieg der Verein dank eines Dekrets aus der Segunda División B auf. Der Verein konnte zu dieser Zeit sowohl gegen die argentinische Nationalmannschaft als auch gegen den übermächtigen FC Santos von Pelé gewinnen, weshalb das Stadion von den Fans "El cemeterio de los elefantes" ("Friedhof der Elefanten") genannt wurde. Im Jahre 1965 wurde man dank eines erneuten Dekrets in die Primera B befördert. Dort wurde man Meister und stieg erstmals in die Primera División, die erste argentinische Liga, auf. In dieser spielte der Verein bis 1981. Nach vierzehn unterklassigen Jahren gelang 1995 die Rückkehr in die Primera.
Während der Clausura 1997 wurde Colón Vize-Meister. In der Copa Conmebol erreichte der Verein das Halbfinale, in der Copa Libertadores 1998 das Viertelfinale und nahm an der Copa Sudamericana 2003 teil. Am 5. Juni 2021 sicherte sich der Verein mit einem 3:0-Sieg über den Racing Club (Avellaneda) erstmals die argentinische Meisterschaft in der „Copa de la Liga Profesional 2021“, die aufgrund der COVID-19-Pandemie in Argentinien anstelle der Liga stattfand.

## Stadion
Der Club Atlético Colón spielt im Estadio Estanislao López, Santa Fe. Das Stadion wurde am 9. Juli 1946 in einem Spiel gegen das argentinische Topteam Boca Juniors eingeweiht. Das Stadion hat eine Kapazität von 37.500 Zuschauern und besitzt unter anderem eine VIP-Tribüne. Nach vielen kleinen Änderungen wurde das Stadion 2001 umgebaut. Schon 1948 spielte Colón das erste offizielle Spiel, doch es sollte bis 1952 (und somit mehr als vier Jahre bzw. 58 Spiele) dauern, bis die Gastgeber zu Hause ein Pflichtspiel verloren. Dies geschah am 8. Dezember 1952 gegen Quilmes Atlético Club mit 1:2. Das Stadion ist als "Cementerio de los Elefantes" (Friedhof der Elefanten) bekannt.

## Vereinsrekorde
- Spielzeiten in Liga 1: 29
- Beste Position in Primera: 2. Platz (Apertura 1997)
- Bester Torjäger: Esteban Fuertes – 95 Tore
- Rekordspieler: Rubén Araóz – 258 Spiele
- Höchster Sieg: Colón – Banfield 6:0 (1996)
- Höchste Niederlage: Huracán – Colón 9:0 (1970)

## Erfolge
- Teilnahme an der Primera División
- Copa de la Liga Profesional: 2021

## Trainer
- Ondino Viera (1969)
- Jorge Fossati (2001–2002)
- Edgardo Bauza (2002–2003, 2005–2006)
- Alfio Basile (2004)
- José del Solar (2005)
- Gerardo Martino (2005)
- Antonio Mohamed (2008–2010)
- Paolo Montero (Juli 2016–)

## Ehemalige Spieler
(Auswahl)
- Agustín Balbuena
- Ismael Blanco
- Javier Delgado
- Ariel Garcé
- Giovanni Hernández
- Hugo Ibarra
- Marcelo Saralegui
- Enzo Trossero
- Juan Manuel Vargas